# 朝鮮民主主義人民共和国の宗教
朝鮮民主主義人民共和国の宗教 (2020年)
朝鮮民主主義人民共和国の宗教（ちょうせんみんしゅしゅぎじんみんきょうわこくのしゅうきょう）は、主に伝統的な仏教、儒教、そして少数の巫俗とシンクレティックな天道教によって成り立っており、その他にも18世紀にヨーロッパ人が到着して以来、少数のキリスト教徒が存在する。
朝鮮民主主義人民共和国（北朝鮮）は政府が宗教に代わる主体思想を掲げて、公式には国家無神論を標榜しているので、その国民の大半は無宗教ということになっている。
朝鮮民主主義人民共和国当局は、組織化された宗教活動を「国家権力に対する潜在的な挑戦である」と見ている。

## 数々の宗教
伝統的には、朝鮮半島は1948年8月15日の朝鮮半島南部単独での大韓民国建国までは1つの国家だったので、北朝鮮に於ける宗教生活は南朝鮮に於けるそれに近かった。少数のキリスト教徒やシンクレティックな天道教信者も居たが、北朝鮮の人口の殆どは仏教徒と儒家だった。

### 仏教

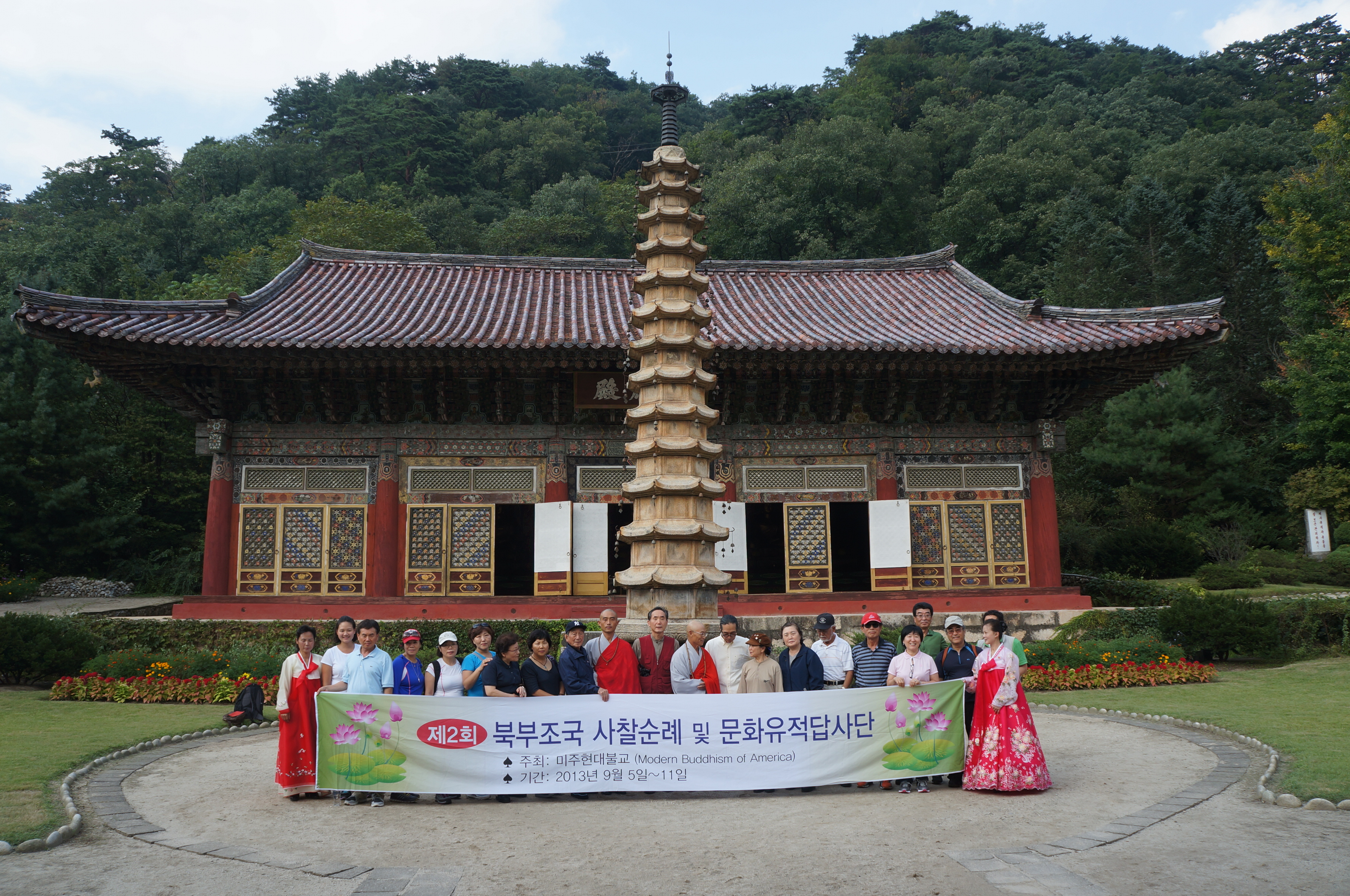
2013年に普賢寺を訪問したニューヨークの韓国系アメリカ人のグループ「現代アメリカ仏教」の代表団。

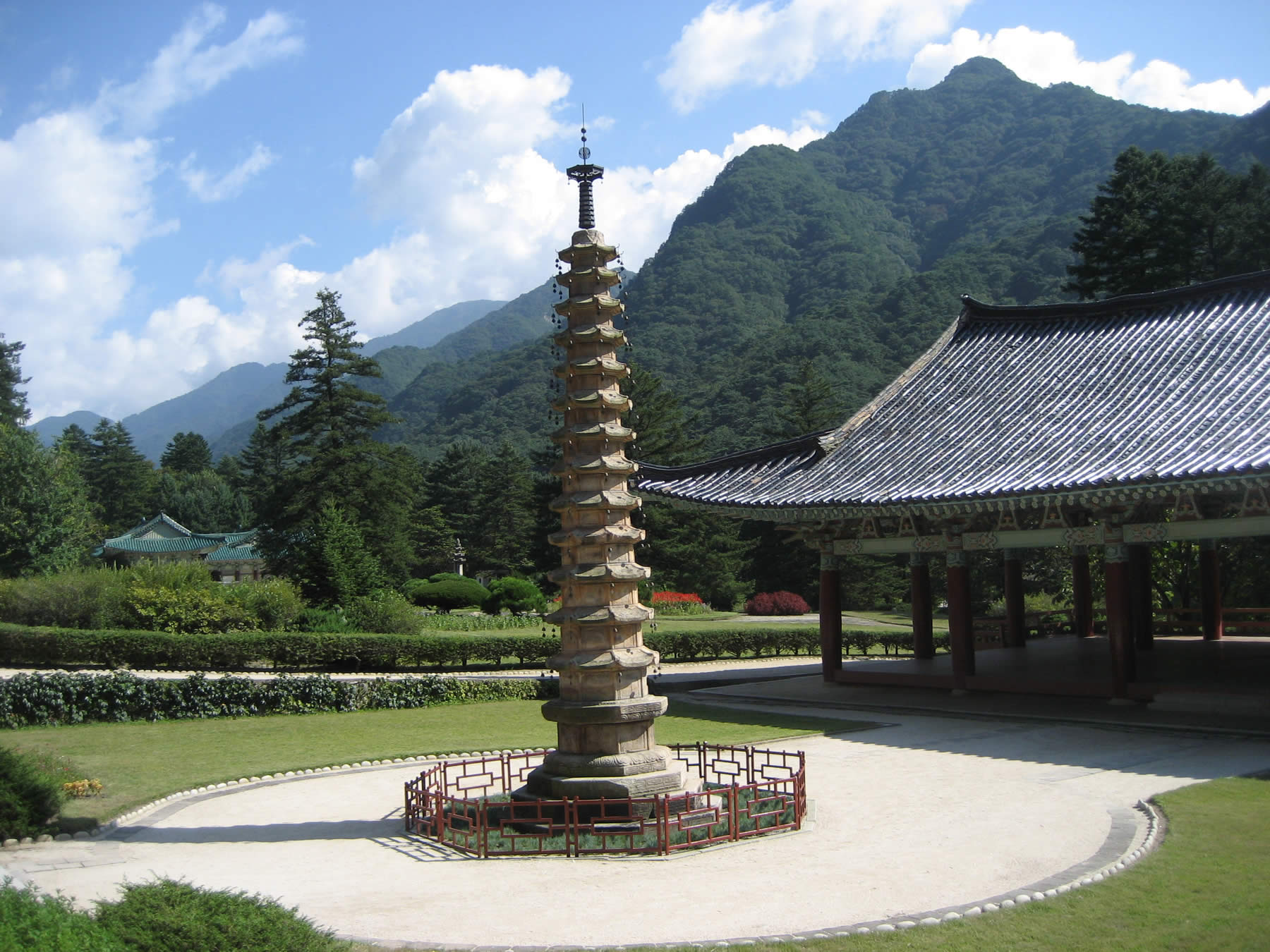
仏教を保護し、モンゴル帝国に対する崇仏護国の念から高麗八万大蔵経が製作された高麗朝時代の968年に開山した平安北道妙香山に所在する普賢寺。

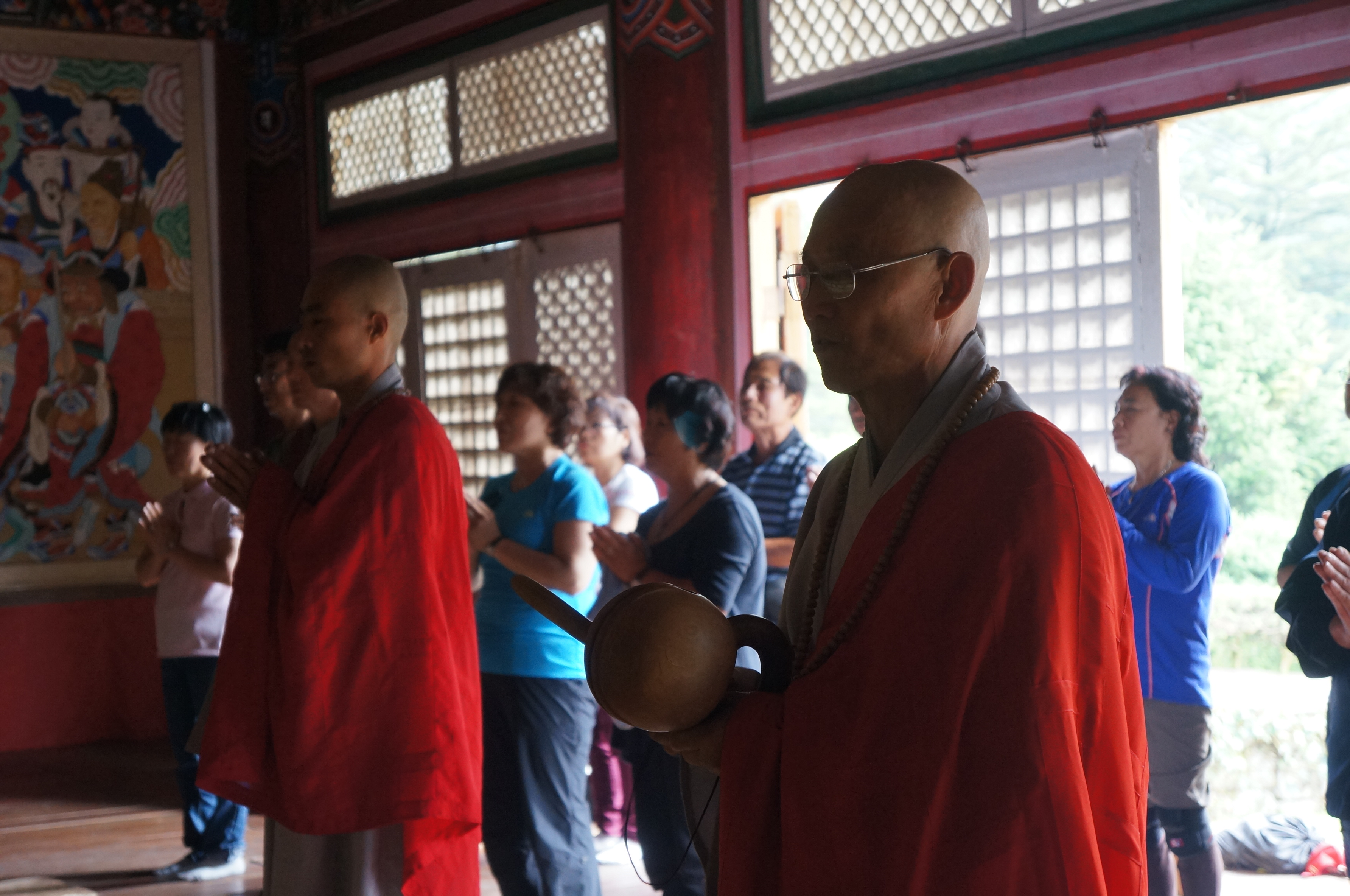
平安北道香山郡妙香山の普賢寺での仏教儀式。信徒の参加者は、寺院を訪問している韓国系アメリカ人の仏教徒グループのメンバーであることに注意。

現在、北朝鮮には約1370万人の仏教徒が居ると政府資料に書かれてある。仏教は公式な朝鮮仏教徒連盟の後援で実践される。北朝鮮には(例えば普賢寺の様な)約300の仏教寺院があるが、それらは宗教活動の場というより朝鮮の過去の文化的遺産として見られている。公式には、仏教の僧侶を育成する為の三年制大学が1つ在る。
限定的な仏教の活動は確実に起きている。これは仏教研究の大学設立と25冊に及ぶ高麗八万大蔵経の現代語訳の出版を含む。高麗八万大蔵経とは8万もの木片に刻まれて、北朝鮮中部の妙香山の寺で保存されていた経典である。僅かの仏教寺院が礼拝を行っている。

### シャーマニズム
シャーマニズムは、今でも朝鮮半島で最も古い宗教である。仏教や道教が朝鮮半島に伝わって以来、シャーマニズムはその双方から影響を受けている。

### 天道教
天道教、或いは東学 ("天の道")は19世紀末に行われた甲午農民戦争の頃に拡大した。この宗教は全ての人々の神的性質を強調して、仏教、シャーマニズム、儒教、道教とカトリックに見出される要素を含んでいる。
北朝鮮で、天道教青友党という政党を代表する唯一の宗教である。

### キリスト教

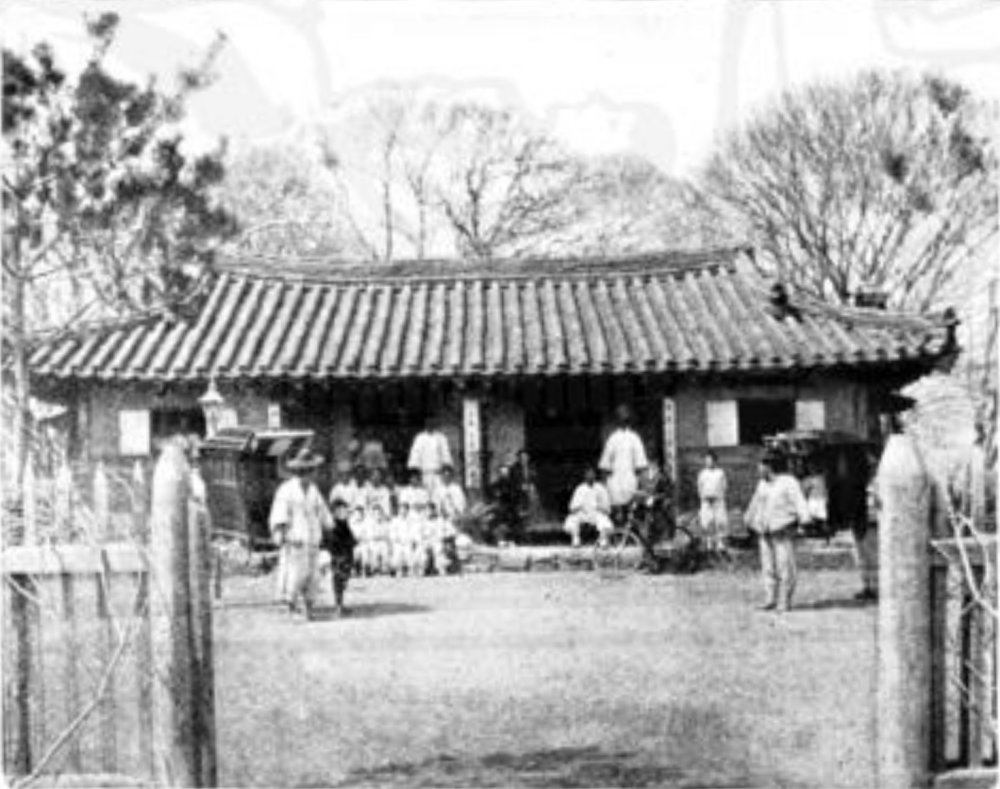
ソーレ（現在の黄海南道龍淵郡）のプロテスタント教会、1895年

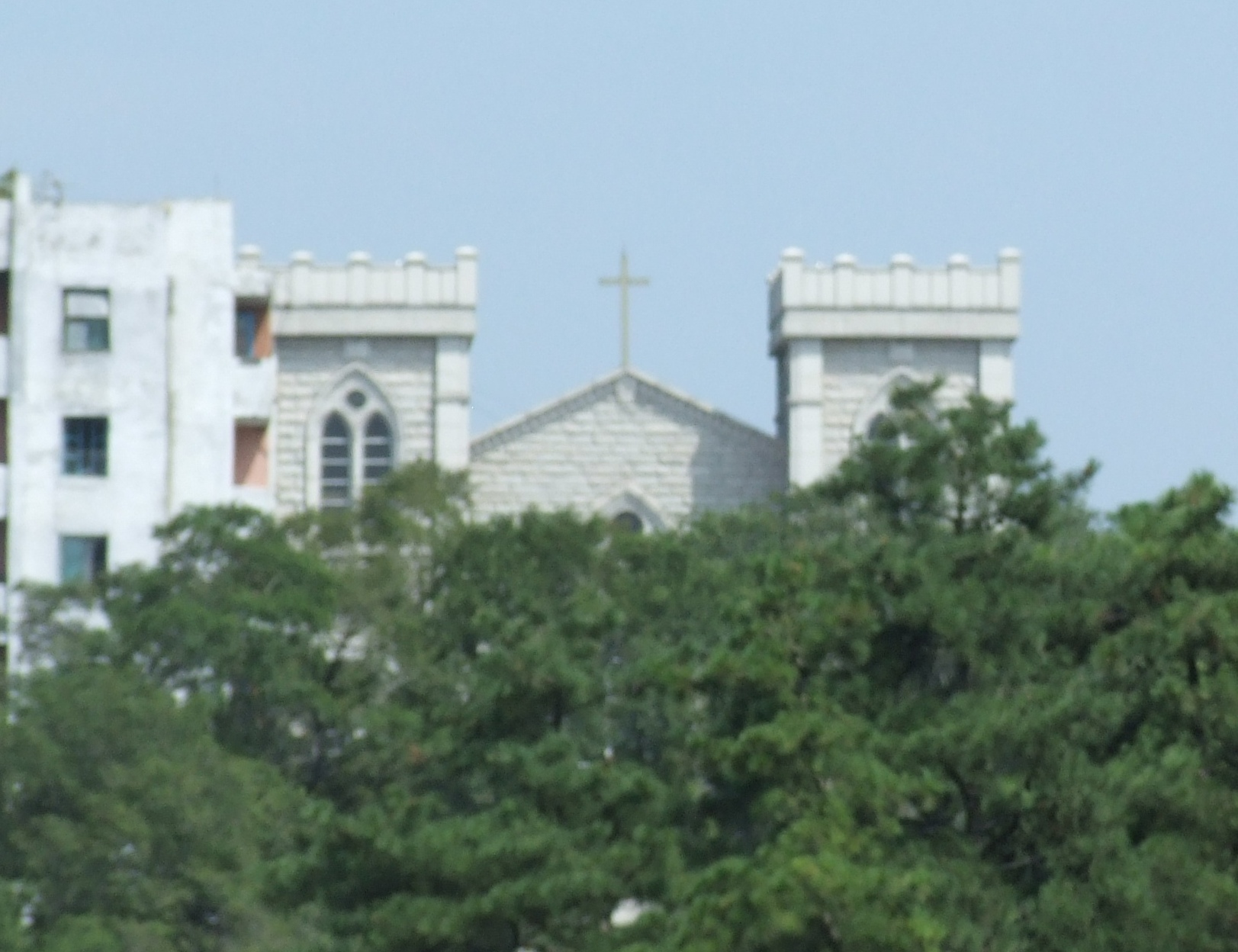
首都平壌のキリスト教教会堂。

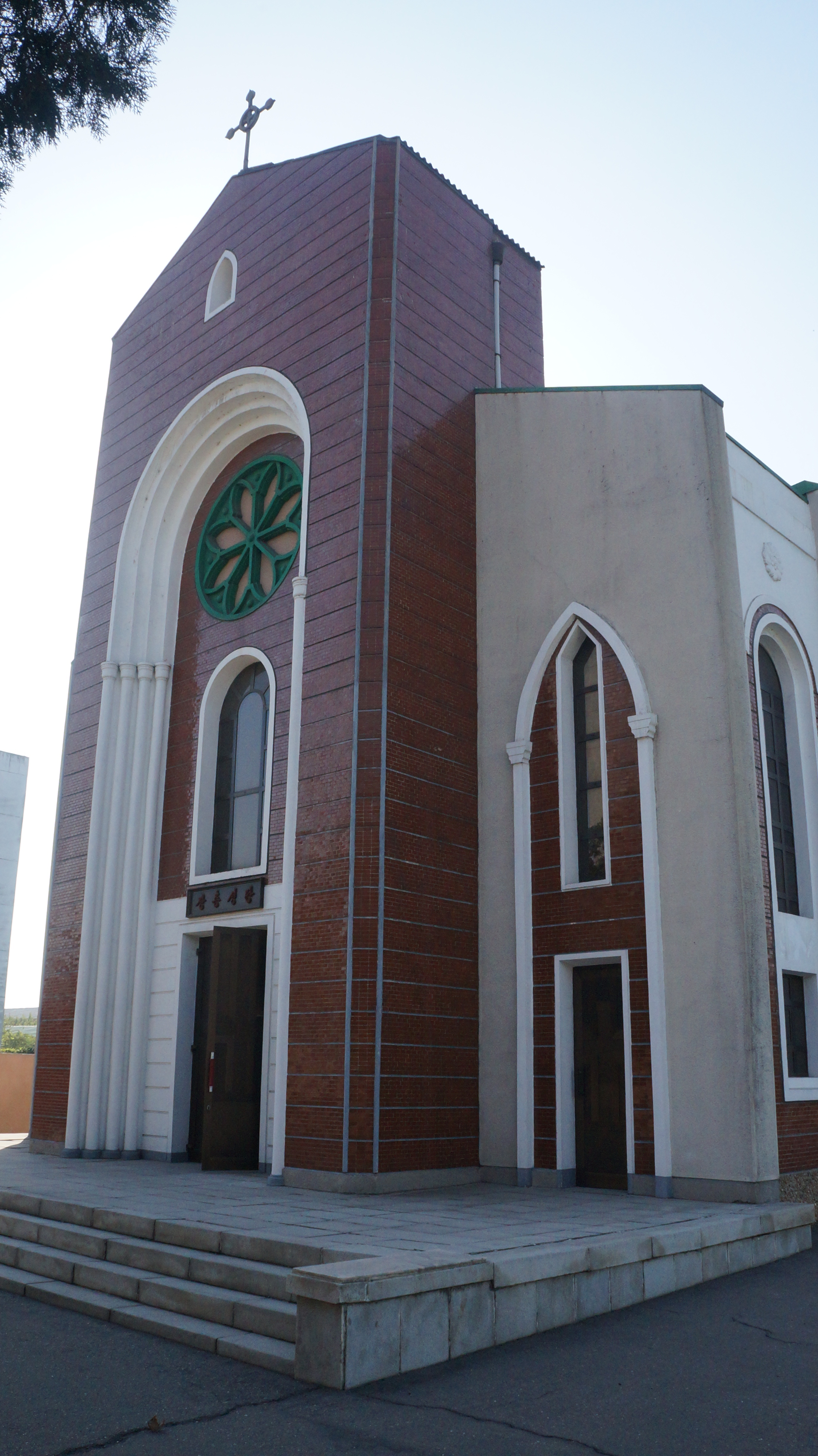
長忠大聖堂（Roman Catholic Diocese of Pyongyang）

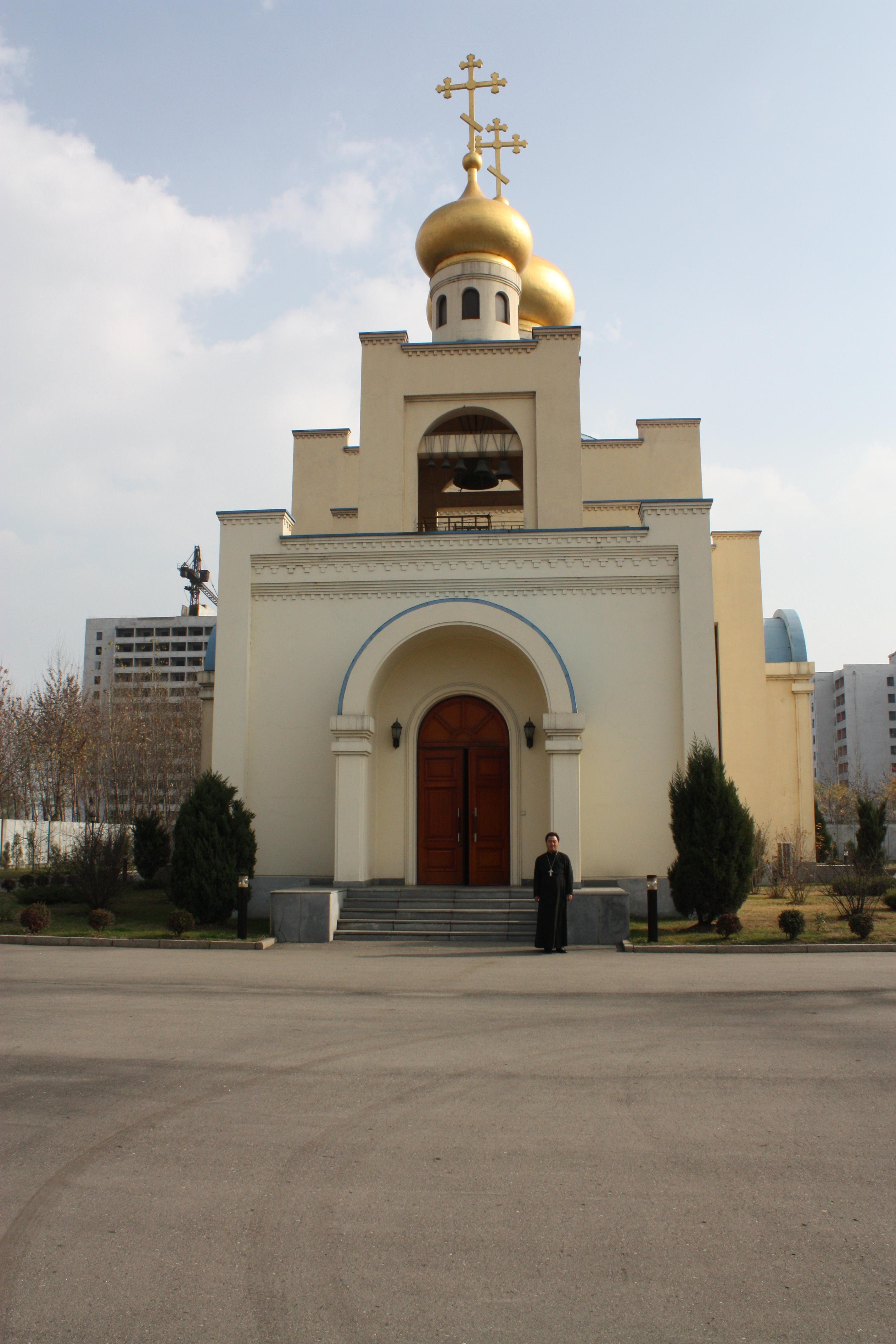
首都平壌に所在するロシア正教会至聖三者聖堂（Church of the Life-Giving Trinity (Pyongyang)）

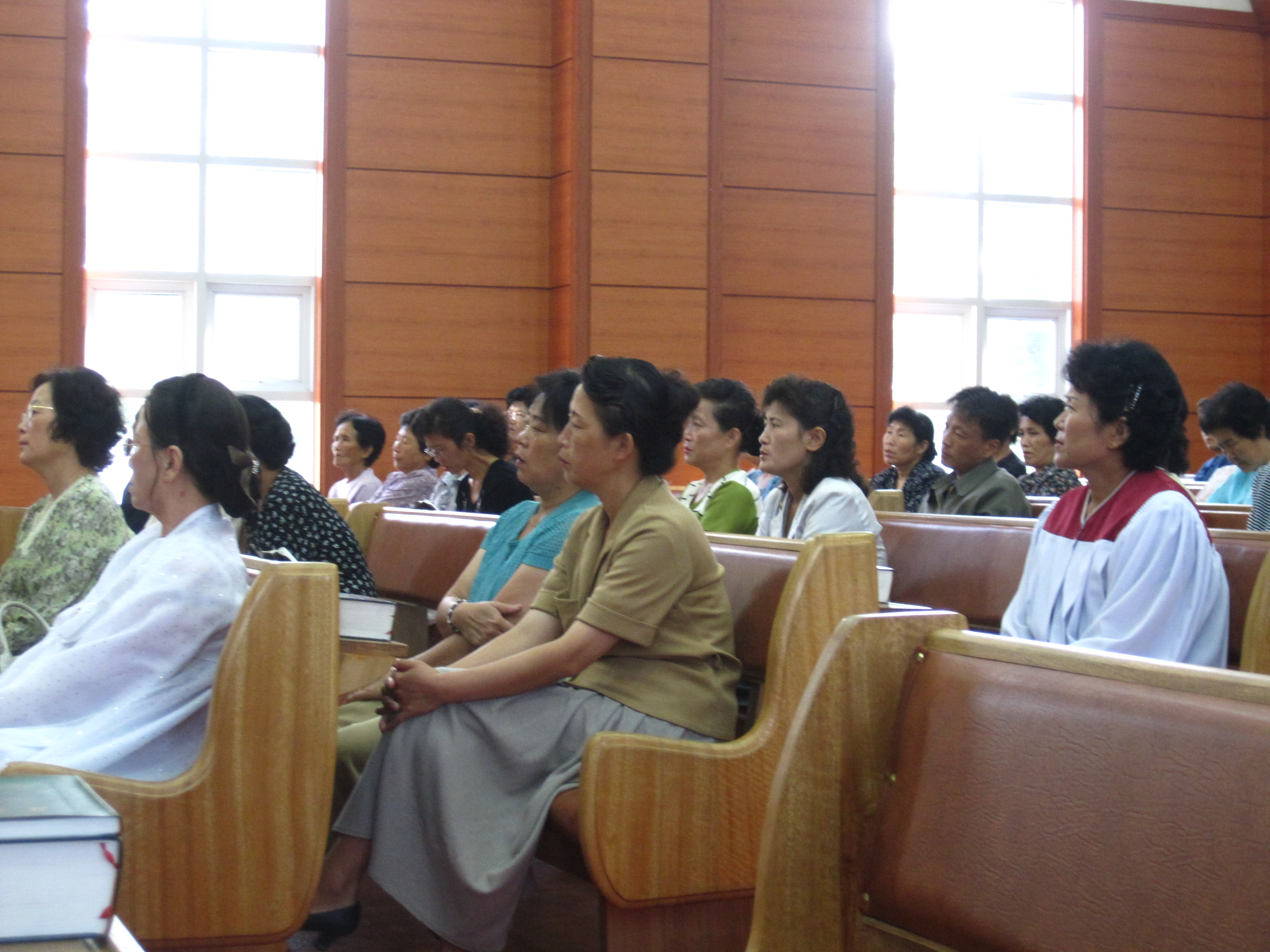
平壌に所在するプロテスタントのポンス教会（Bongsu Church）での礼拝参加者。

最初の(カトリックの)キリスト教宣教団は李氏朝鮮時代の1785年に到着した。キリスト教の広まりが李朝政府によって禁止された為、ローマ・カトリックの人口は1863年まで23000人を超えなかった。朝鮮のキリスト教徒は1881年に西洋諸国に対して門戸開放政策が始まるまで政府によって迫害された。その時までには、プロテスタントの宣教団は1880年代に朝鮮に入り始めていた。彼らは学校、大学、病院、孤児院を建設し、この国の近代化に重要な役割を果たした。
20世紀前半には、平壌は朝鮮半島に於いてキリスト教の中心地だった。霊的復活は(1903年の元山・リヴァイヴァルを受けて)1907年に起こり、1945年には人口の13%がキリスト教徒だった。これらの特徴が理由で、この都市は東洋のエルサレムと呼ばれていた。日本による統治はキリスト教の活動を抑圧したが、完全には排除されなかった。1948年までに平壌は重要なキリスト教の中心地となっており、30万人の人口の6分の1がキリスト教徒だった。1948年9月9日の朝鮮民主主義人民共和国建国の効果の方が更に劇的だった。
ソビエト連邦の軍隊（赤軍）が朝鮮半島の北半分を占領した1945年から朝鮮戦争休戦の1953年までに、多くのキリスト教徒は北朝鮮政府によって「悪分子」として見なされ、社会主義政権の反宗教政策から逃れる為に南の大韓民国に逃亡した。1980年代末期までには、北朝鮮は少数のキリスト教徒を韓国や欧米との関係構築の為に利用し始めていた事が明白となった。そういった接触が半島統一を含めて、体制の政治的狙いを宣伝するのに利用価値があると判断された。1988年には、朝鮮戦争以来初めて、キリスト教の共同体が教会堂で礼拝を行う事を認められた。この年にはプロテスタントのボンス教会とチルゴル教会、そしてカトリックの長忠大聖堂という3つの新しい教会が建設され、平壌にオープンした。
キリスト教に対する体制の変化のもう1つの兆候は、1988年11月にスイスで開催された南北平和統一国際キリスト教セミナーに参加する事、同年に長忠大聖堂で行われた開幕式に教皇代理が出席するのを許す事、そして2人の北朝鮮の初心者の司祭をローマで勉強させる為に留学させる事を含んでいる。平壌でのプロテスタントの神学校は北朝鮮の将来の指導者層を教えた。ローマ・カトリックの新しい団体が1988年6月に作られた。北朝鮮のプロテスタントの牧師は、500の家庭教会で1万人のプロテスタント教徒と1000人のカトリック教徒が儀式を行っていると、1989年にワシントンD.C.で開かれた国家教会協議会での会合で報告した。1992年3月から4月にかけて、アメリカの福音主義者ビリー・グラハムが金日成総合大学で説教する為に北朝鮮を訪問した。
北朝鮮政府はキリスト教(特にプロテスタント)を欧米各国と密接に結び付いていると見ており、厳しく鎮圧している。北朝鮮政府によって出版されているキリスト教に関する事実と像は、仏教に関するものと同様に 、殆ど全ての外国の観察者によって論争の的となっている 。自主的な証明は不明だが、地下教会の集団には大人数が参加している事が当然であると思われている。多くの脱北者はキリスト教信仰に対する信奉は如何なる形であれ、ただ単に聖書を持っているだけでも、逮捕や強制収容所に送られる理由になり得ると証言している。
平壌には4つの教会堂が存在する。それらの内の1つ(長忠大聖堂)は公式にはカトリックだと言われているが、活動している司祭はおらず、他の2つはプロテスタントである。これらの内の2つの教会堂は韓国の教会関係者が立ち会って1988年に開始された。1つのロシア正教の教会は2006年8月に聖別された(see )。宗教活動家達は教会堂はプロパガンダを目的としてのみ建てられたと指摘している。外国人は常に国家の監視役に見張られる形でのみ、儀式に参加する事が出来る。目撃者は講話が北朝鮮を賞賛する政治的内容と宗教的メッセージとを混ぜられた内容であり、一部の牧師は偽りの無い宗教的訓練を受けていないらしいと報告している 。北朝鮮でのキリスト教は公式には朝鮮基督教連盟という、外国の教会や政府と接触する責任を負う国家によって統制される団体によって代表される。

### イスラム教
歴史上朝鮮半島自体がイスラム教との接点が少なく分布する事も殆ど無かった上に、戦後の北朝鮮でのイスラム教活動自体も殆ど見られなかったため、現在北朝鮮の住民には現在までイスラム教の信者と活動は公式・非公式共にほぼ全く確認されていない。一方平壌にあるイラン大使館にはイランで多数であるシーア派のモスクが存在することが確認されており、もしこのモスクだけが存在するのであれば世界で唯一シーア派のモスクのみが存在する国となる。平壌モスクはイラン大使館敷地内であるため大使館に勤務するイラン人と北朝鮮へ渡航したイラン人の礼拝用にのみ使用されているとみられる。なお、イスラム圏の他のエジプトやパキスタン、インドネシアなどのイスラム教徒多数の国も北朝鮮とは国交があり平壌等に大使館・領事館を持ち、イスラム圏から外交団や観光客も多数北朝鮮を訪れているがイラン以外の大使館もモスクがあるかは不明のままである。また、ハラールに沿ったメニューを出すレストランなどの情報も不足している。

## 宗教に関する人口統計
北朝鮮、朝鮮民主主義人民共和国は約12万km2（47,000平方マイル)の面積と2,270万人の人口を有している。
宗教を信仰する人々の数は不明だが、朝鮮民主主義人民共和国政府は10,000人のプロテスタント教徒、10,000万人の仏教徒、そして4,000人のカトリック教徒が居ると見積もっている。大韓民国や国際的なキリスト教団体による概算は更に多い数字を出している。更に朝鮮民主主義人民共和国政府によると、政府によって運営されている伝統的な宗教団体である天道教青友党が約4万人の信者を抱えていた。
大韓民国の報道によると、2002年に北朝鮮のカトリック団体の代表者は、北朝鮮のカトリック共同体には司祭が居ないが、首都平壌にある長忠大聖堂では週1回ミサが開かれていると述べた。しかしながら、一部の人々は開かれているミサが本当にカトリックであったのかどうかを疑っている。国営メディアの報道によると、2005年4月の教皇ヨハネ・パウロ2世の死を受けて、追悼ミサがこの教会で行われて、同様に北朝鮮中の家族で参拝する場所でも行われたという。
平壌では、国家によって運営される3つのキリスト教の教会が在ったと報告された。平信徒の指導の下で鳳岫教会とチルゴル教会という2つのプロテスタントと、長忠大聖堂というカトリックの教会であった。プロテスタント教会の内の1つは金日成国家主席の母親康盤石を記念し献身している教会で、康盤石は長老派教会の女性牧師補だった。定期的に礼拝に参加する信者の数は不明である。
大韓イエス教長老会は鳳岫教会を再建する為に北朝鮮のキリスト教団体と提携している。報道によると、2006年秋には、韓国から90人のキリスト教派遣団が修繕の第一段階での競争を祝う為に鳳岫教会を訪問した。北朝鮮を旅行した宗教指導者によると、彼らが滞在者なのか訪問者なのか不明だったが、これらの教会にはプロテスタントの牧師が居たという。
国際連合の国際連合人道問題調整事務所への2002年7月の報告書では、北朝鮮には500の「家族崇拝センター」が在るという。同国はその言葉を定義しなかったが、「地下教会」はこの連盟に加盟しておらず、政府によって承認されていなかったが、観察者は「家族崇拝センター」を国家によって運営されている朝鮮基督教連盟の一部であったと述べた。幾つかのNGOと研究者は数十万もの地下教会が同国に存在していると概算している。その他の研究者は大規模な地下教会の存在に疑問を持つか、そうした地下に潜伏した信者数の概算に根拠が無いと結論付ける。私的に伝えられるところでは、各々の地下教会は非常に小さく、個人の住宅に限られているという。同時に、一部のNGOは互いにきちんと確立したネットワーク経由で接続されると報告している。体制はそうした指摘が真実であるか否かを確かめるのに必要な接触を許していない。
300の仏教の寺院が在った。その殆どは文化的遺産という扱いを受けていたが、部分的に宗教活動も認められていた。幾つかの仏教寺院や遺物は修繕されたが、「朝鮮民族の文化的遺産を保存する」事を目的とする様々な努力を経て、近年回復して来た。2005年10月には、韓国からの旅行者やその他の国からの旅行者が神渓寺の修復作業を見る事を許された。この寺は1950年から1953年まで行われていた朝鮮戦争によって破壊されていた。修復作業は韓国政府や外国からの援助によって資金援助され、2007年に完成する予定になっていた。最初に北朝鮮に永住する事になる韓国の修道僧は2004年以来この寺に居住しているが、周辺の在家信者を世話する事よりも観光客の相手をするガイドとして勤める事が期待されていた。
国営メディアの報告によると、2005年初頭に開城市にて霊通寺修復が完成した。修復式は2005年10月に開かれ、北朝鮮や大韓民国、日本国からの訪問者が参加した。この寺を訪問した平壌駐在の外交官は、そこで暮らす2人の、或いはもっと多くの僧侶が式典に参加したと語った。政府は2007年6月に500人の僧侶と仏教徒が宗教上の目的の為にこの寺への終日の巡礼をしていると発表した。韓国から2千人以上の仏教徒が年内に巡礼する為に計画が立てられていた。国営メディアは仏教の式典が数回にわたって行われたと何度か報じた。公式報道もそうした式典をより広い南北統一という主題に結び付けた。
首都平壌にロシア正教会至聖三者聖堂が2006年8月13日に建設された。この教会は金正日国防委員長が2002年にロシアにある正教会の大聖堂を訪問した後に委任された。ロシアの報道によると、ロシア人の司祭がこの大聖堂に仕え、ロシアで勉強した北朝鮮出身の聖職者によって運営されると北朝鮮を訪問した宗教指導者が確認した。この教会の意図は主に北朝鮮で暮らすロシア国民を聖職者が世話をする事であったが、教会が同様に全ての正教徒の朝鮮人にまで手を広げる事になるだろうと教会関係者は予測した。他の宗教団体と同様に、信頼に足るデータはこの国の正教徒信者の数に関しても存在しない。
平壌に滞在する何人かの外国人が定期的に開かれるキリスト教の教会で朝鮮語の礼拝に参加した。北朝鮮を訪問した事のある何人かの外国人は、宗教的な主題に加えて、礼拝は体制を支える政治的内容の様にも思えたと述べた。その数年前に行われた平壌の礼拝に出席した外国の議員は、参加者達が集団でツアーバスに乗って到着し出発、そして何人かは彼らに子供が含まれていなかった事を観察したと述べた。他の外国人は彼らが参加者に接触する事を許されなかったと述べた。外国の観察者はこれらの集団に対する政府の統制レベルを確かめる能力を制限されたが、一般的に彼らが密接に監視されていると仮定した。2006年の韓国統一研究所(KINU)の白書によると、各地方に中心的宗教組織が支部を存続させた証拠が一切無いという。
海外の信仰を基盤とする援助組織は、国の食糧事情と人道的危機に対応する事に熱心だった。しかしながら、多くのそういった組織は彼らが住民を改宗させる事を許されず、住民と接触する事も制限され厳しく監視され、そして彼らはいつも政府の監視役を連れて来たと報告している。
2007年3月にキリスト教の慈善団体のバルバナ基金がソンボンでパン屋を開く事を助けた。韓国の仏教徒集団が(JTS)に参加し、1998年以来就学前の子供達の食料を生産する為にラジン自由貿易圏で工場を経営し続けた。ソウル大司教区のカトリック教徒は彼らが2001年に開いた麺工場を経営し続けた。
体制は何人かの高位宗教指導者が北朝鮮を訪問する事を許した。2007年3月にはカリタス・コリアの代表でもある大田市のラザルス・ユ・フンシク司教が2006年9月以来5度目となる10人のチームを引き連れて北朝鮮を訪問した。3月の訪問を受けて、報道によるとカリタス・コリアは地方役人と医療と食料生産の設備に関する援助を継続し拡張する事で合意に達した。この合意によると、2007年にカリタス・コリアは病院に医療設備を、生産設備に種ジャガイモを、そして農村地帯で診療所に医療的支援を提供する事になっている。2007年5月には、この計画の一部として、カトリックの派遣団が平壌や南浦の17の小児病院を訪問、他の地域では彼らは結核の治療を提供した。
2007年2月始めに、報道によると15の教区から韓国カトリック農民運動のメンバー140人以上がこの団体の年次総会の為に金剛山での会合に出席した。金剛山での特別観光域を取り仕切っていた役人達は、韓国の農民運動が技術を提供している間に北朝鮮が農地と労働者を提供する計画を提案していた。
リック・ウォレン牧師は北朝鮮政府によって2007年3月に同国で1万5千人のキリスト教徒を説得する為に招待されたと2006年に発表した。彼の2006年に計画した旅行は北朝鮮による7月4日から5日にかけてのミサイル発射を受けて延期された。2007年2月には彼は延期された旅行を実行すると発表した。
何人かの大韓民国の宗教団体が再統一を促す為に北朝鮮を訪問した。2007年5月には韓国の異宗教間の代表団が平壌を訪問し、そこで朝鮮半島南北統一を話し合う為に北朝鮮政府の宗教協議会と面会した。バチカンからの指導を受けて、派遣団のカトリックのメンバーはカトリック教徒の振りをしている朝鮮民主主義人民共和国公民に聖体拝領を与える事を避ける為、ミサを行う事を差し控えた。
2006年4月にはカトリックのソウル大司教区が国家統一委員会の代表でもあったトマス・アクィナス・チェ・チャンファ枢機卿を代表とする61人の派遣団を北朝鮮に送った。訪問中に北朝鮮のカトリック団体はソウル大司教区と共同でバチカンを訪問する事を提案し、この団体は教皇と共に観衆に連れて行かれる事を望んでいると言った。そういう訳でバチカンはこの訪問を拒否し、国家によって設立された北朝鮮のカトリック団体の法的かつ教会法上の地位について進行中の懸念を表明した。
2005年6月に 韓国最大の仏教宗派曹渓宗の代表者法頂尊師と当時の韓国宗教指導者に関する国家会議の代表者が2000年6月に行われた南北首脳会談5周年を記念する為に平壌を訪問した。
2005年10月に、国営メディアの報道によると国家によって統制される朝鮮基督教連盟がドイツのフランクフルトで開催されたドイツ福音主義教会が支援する国際連帯会議に出席したという。
北朝鮮には宗教教育を行う学校が幾つか存在する。プロテスタントや仏教の僧侶を訓練する為の三年制の大学がある。1989年に金日成総合大学に宗教研究のプログラムも同様に設立された。その卒業生は通常は外国との貿易部門で仕事をした。2000年にはプロテスタントの神学校が外国の宣教団からの援助で再開した。少なくとも1人の外国の支援者を含めて、評論家は北朝鮮政府が神学校を外国の宗教系NGOから援助基金を受け取る事のみを目的として開いたと非難した。北朝鮮政府によって操られると見られている宗教団体、朝鮮基督教連盟はこの神学校で使われるカリキュラムに寄付した。2003年9月には、朝鮮キリスト者連盟と提携して牧師を訓練する大学院である平壌神学大学が無理矢理に建設されたと報じられた。2005年12月には平壌のロシア正教会の大聖堂に配置されると予想されていた市民が神品機密や奉神礼の訓練を受ける為にウラジオストクを旅行した。

## 国家イデオロギーとの衝突

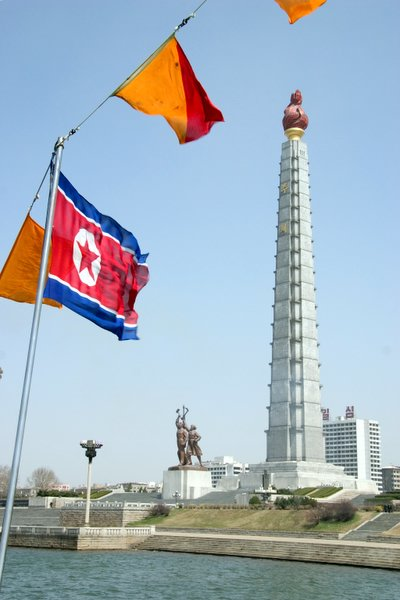
1972年12月27日に制定された朝鮮民主主義人民共和国社会主義憲法に於いて、朝鮮労働党と国家を指導する理念だと定められた「主体思想」を記念する首都平壌の「主体思想塔」。朝鮮民主主義人民共和国の「唯一思想体系」たる主体思想を定めたこのモニュメントは1982年に落成した。

組織宗教に関する当局の異なる態度は、何度か改正された憲法に反映されている。1948年憲法の第14条は「朝鮮民主主義人民共和国の市民は宗教的信条や宗教的な儀式を執り行う自由を持つ」と明記された。しかしながら、1972年12月27日に制定された憲法の第54条は「宗教的自由や宗教に反対する自由(反宗教プロパガンダの自由とも訳される)を持つ」と書かれた。一部の観察者は、1972年には政治権力が最早ひどく弱められた組織宗教を支える必要も無くなったので変化が起きたと議論した。1992年憲法では、第68条は宗教的信念の自由を与えており、宗教的な使い方や儀式の為に建物を建設する権利を保障している。しかしながらこの条文は「何人たりとも宗教を外国勢力を引っ張り込んで国家や社会の秩序を破壊する為に使ってはならない」とも明記されている。北朝鮮は朝鮮仏教徒連盟や朝鮮基督教連盟、天道教青友党といった国家が支援している宗教団体を国際的な宗教会議に出している。
これらの公式な宗教が在るにも拘わらず、更に大きな注意が「偉大なる首領様」故金日成主席とその息子「親愛なる指導者」故金正日に向けられている。彼らの肖像画が街の通り、学校、公的建築物、そして全ての民家といった至る所に掲げられている。金親子によって生み出されたイデオロギーに関する発言や文書は、子供と大人双方にとって教育の主要な基礎となっている。金親子の家系は神話に取り囲まれている。公的な行事では、この2人をそれぞれの市民一人ひとりのと同様に、国家の救世主として表現する歌が歌われている。
『主体思想』の教義と共に、この個人崇拝はスターリニズムの台頭の前に北朝鮮で盛んになった宗教の慎重な置き換えに終わった。人権監視団によると、この体制変換は政府によって信教の自由を装う為に作られた組織を支援するだけで、自由な宗教活動を終わらせた 。宗教的活動を禁止し宗教への反対を認めた1992年の憲法条項の取り消しが、実際の状況の変化をもたらしたという事は、ありそうもない。
北朝鮮の建国以前にも1910年から1945年まで朝鮮半島を統治していた大日本帝国によって宗教活動は制限されていた。当時、非寛容には別の類似した様な理由が在った。皇室崇拝と国家神道及び朝鮮神宮などの朝鮮に建造された神社参拝の強制である。

## 反宗教運動の歴史
北朝鮮の極端な孤立が理由で、外部の観察者が過去60年以上に渡って北朝鮮の宗教組織に何が起きたのかを知る事は非常に難しく、その結果として何が起きたのかについて研究者達の間で重要な異なる解釈が行われている。
北朝鮮での開かれた宗教活動は金日成が権力を握った後に迫害されて絶滅させられ、現在では政治的見世物としてのみ復活していると解釈する人も居れば、宗教は生き残り、過去数十年間で偽り無く復活したと解釈する人も居る。
金日成は自らが書いた文章の中で宗教を批判し、北朝鮮のプロパガンダは文章で、映画で、そしてその他の媒体で宗教を否定的な見方で描いた。主体思想は屡々宗教に取って替わり、朝鮮人に宗教は非科学的な迷信であると教えた。金日成の宗教に対する攻撃は、朝鮮半島で宗教が帝国主義者が手段として用いていたという考えに強く基付いている。金日成は彼を支持したキリスト教徒に対しては賞賛したが、他のキリスト教徒が朝鮮戦争の時に国連軍に荷担したと批判した。
朝鮮戦争の頃の記述には、「金日成が支配していた地域で、彼によって激しい宗教弾圧が行われた」と記されている。朝鮮戦争の前に、朝鮮半島のキリスト教共同体は最も重点的に半島北部に集められ、朝鮮戦争が始まるとキリスト教徒の多くは南部に逃亡した。北朝鮮のキリスト教徒は他の人々よりも社会経済的に高い地位に居る事が多く、この理由での迫害を恐れて彼らの逃亡を促したと解釈する人々が居る。アメリカ軍による空爆による破壊や北朝鮮人が朝鮮戦争の時に経験した苦難は、アメリカ人に対する燃えさかる憎悪を煽り立て、キリスト教はアメリカの宗教として攻撃の対象となった。宗教は共産主義を打ち立てるのに障害だと見られたため、次の数十年間で攻撃され、多くの人々が棄教した。亡命者からの情報と同様に朝鮮戦争期の記述を基にすると、北朝鮮は1960年代に宗教を完全に絶滅させた世界で唯一の国家であると解釈される。
この解釈に従えば、その後に登場した仏教は見世物に過ぎず、仏教は絶滅させられたと考えられた。北朝鮮の「朝鮮基督教連盟」(北朝鮮傘下のキリスト教徒による組織で、1970年に始まった)はこの解釈では外の世界に向けて有利なイメージを提供する事を目的としていた「偽物」の組織だと考えられた。恐らく彼らは迫害の中を生き延びた北朝鮮での偽りの無い信仰共同体を示すと考えた人々も居る。これらの宗教共同体は、マルクス・レーニン主義や金日成の指導に帰依する振りをして生き延びた、偽りの無い信仰を持った人々であったと解釈する人も居る。この解釈は1960年代に北朝鮮が共産主義シンパの200人のキリスト教徒の存在を認めたと示した最近集められた証拠や、北朝鮮政府高官の何人かがキリスト教徒で彼らは名誉を持って埋葬されたという事実(康良煜は長老派教会の牧師で1972年から1982年まで北朝鮮の副主席を務め、キム・チャンチュンはメソジストの牧師で最高人民会議の副議長を務めた)によって裏付けられている。
異なっている解釈は金日成体制下の最初の数十年間で宗教が消滅した事に概ね同意する。特に北朝鮮政府の立場がそれぞれの時にどういったものだったのかについて研究者達の間で未解決の推測が先立ち、北朝鮮は宗教に関して公的方針を明らかにしなかった。